# Friedrich Hannibal von Schmertzing

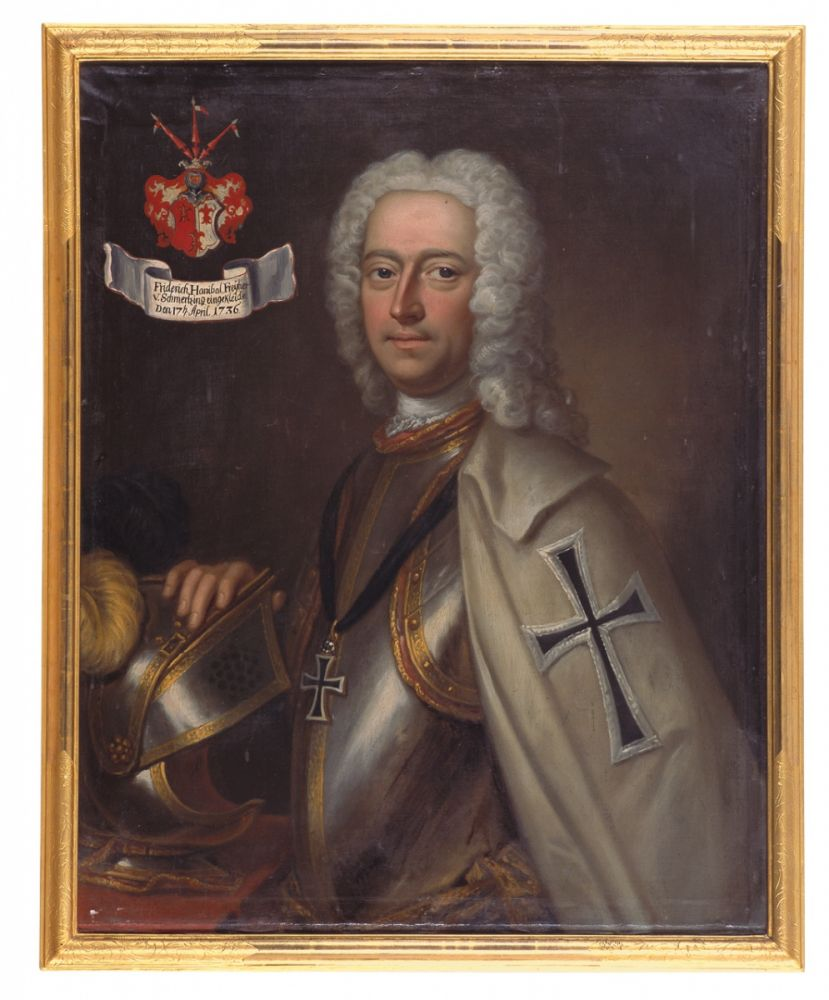
Freiherr Friedrich Hannibal von Schmertzing, Porträtsammlung Lucklum

Freiherr Friedrich Hannibal von Schmertzing (* 8. Januar 1705 in Dresden; † 24. Februar 1762 in Wien) war ein kaiserlicher und preußischer General.

## Leben
Friedrich Hannibal war Angehöriger des kursächsischen Adelsgeschlechts von Schmertzing. Seine Eltern waren der Erbherr auf Ehrenberg, Hofmeister in Zeitz und polnisch-sächsischer Kammerherr Hannibal Germanus von Schmertzing und Elisabeth Auguste von Ripperda a.d.H. Ellerburg. Kammerherr Hannibal August von Schmertzing war sein Bruder und General Heinrich Karl Ludwig Herault de Hautcharmoy sein Schwestergemahl und damit Schwager. Er selbst blieb als Deutschmeister unvermählt.
Im Jahre 1720 besuchte Schmertzing die Ritterakademie in Brandenburg an der Havel, trat 1725 in bayerische Dienste und avancierte zum Leutnant. 1731 wechselte Schmertzing als Kapitän beim Dragonerregiment Sachsen-Gotha in kaiserliche Dienste. Hier stieg er bereits im Folgejahr zum Oberstleutnant auf und wurde 1734 Kommandeur des Regiments. Er nahm dann in Oberitalien am polnischen Thronfolgekrieg teil, wobei er sich im Gefecht bei Sommacampagna besonders auszeichnete. Hierauf avancierte Schmertzing am 26. Mai 1738 zum Oberst und Regimentskommandant des Kürassierregiments Fürst Lubomirski. Ebenfalls im Jahre 1738 begann er seinen Kordondienst beim Korps von Feldzeugmeister Graf Neipperg und nahm bei der Gelegenheit an der Schlacht bei Grocka teil. Schmertzing wohnte im ersten schlesischen Krieg der Schlacht bei Chotusitz bei und begab sich dann 1742 bis 1743 zu Militäroperation gegen Frankreich an den Oberrhein. Er ist am 8. Juni 1742 zum Generalfeldwachtmeister befördert worden.
Da Schmertzing der Aufstieg zum Feldmarschallleutnant vom Kaiser einerseits verwehrt wurde, er aber anderseits von Friedrich II. intensiv, vor allem unter Vermittlung seines Schwagers Hautcharmoy, umworben wurde, wechselte er am 1. Dezember 1743 als Generalleutnant von der Kavallerie mit Patent vom 27. Oktober 1743 in preußische Dienste, kehrte jedoch bereits am 6. Oktober 1744 in kaiserliche Dienste zurück.
Zunächst wurde er dann unter Feldmarschalleutnant Johann Leopold von Bärenklau Führer von zwei Regimentern Kavallerie und drei Bataillonen. Im zweiten schlesischen Krieg operierte er erneut gegen Frankreich und wirkte aktiv an der Eroberung von Vilshofen und der Einnahme des Schlosses Ripalta mit. Am 21. Mai 1745 wurde er Inhaber des kaiserlichen Kürassierregiment Nr. 7, dem nachmaligen K.u.k. Dragonerregiment „Friedrich Franz IV. Großherzog von Mecklenburg-Schwerin“ Nr. 6. Am (2)8. Juni 1746 avancierte er endlich zum Feldmarschalleutnant, zeichnete sich am 16. Juni 1746 noch einmal im Gefecht bei Piacenza aus und wurde letztmals am 12. Juni 1754 mit Patent vom 10. Dezember 1748 zum General der Kavallerie befördert.
Nachdem Schmertzing bereits vom 4. Dezember 1747 bis zum 29. Juni 1757 vom aktiven Dienst freigestellt worden war, dimittierte er endgültig am 4. Januar 1758.